# Louise Farrenc
Pour les articles homonymes, voir Farrenc.
Jeanne-Louise Farrenc, née Dumont le 31 mai 1804 à Paris et morte le 15 septembre 1875 dans la même ville, est une compositrice, pianiste et professeure de piano française.

## Biographie
Jeanne-Louise Dumont est la fille du sculpteur Jacques-Edme Dumont et de Marie-Élisabeth-Louise Curton, ainsi que la sœur du sculpteur Auguste Dumont,,.
Elle entreprend des études de piano avec sa marraine Anne-Élisabeth-Cécile Soria, une disciple du compositeur Muzio Clementi, puis devient élève en piano d'Ignaz Moscheles et Johann Nepomuk Hummel. À l'âge de quinze ans, elle prend des leçons d'harmonie avec Antoine Reicha, célèbre professeur de composition au Conservatoire de Paris,,. Les leçons privées avec Antoine Reicha s'interrompent en 1821 lorsqu'elle se marie mais reprennent ensuite plus assidument avec l'apprentissage du contrepoint, de la fugue et de l'instrumentation. Sa formation à la composition était ainsi semblable à celle des élèves masculins du Conservatoire de Paris.
Le 28 septembre 1821, elle épouse Aristide Farrenc (1794-1865), flûtiste, compositeur et éditeur de musique. De cette union naît en 1826 Victorine, leur fille unique, elle aussi pianiste, qui meurt en 1859. Conscient des dons exceptionnels de sa jeune épouse, Aristide Farrenc lui consacre ses activités musicales en créant notamment les Éditions Farrenc et devient rapidement son impresario. En 1836, Robert Schumann fait l'éloge de son Air russe varié pour piano op. 17.
Entre 1842 et 1872, Louise Farrenc enseigne le piano au Conservatoire de Paris en qualité de professeure et non de professeure-adjointe ou répétitrice comme cela était l'habitude pour les femmes à l'époque. Alors que pendant la Commune de Paris, l'Union des femmes pour la défense de Paris et les soins aux blessés réclame l'égalité salariale entre hommes et femmes et l'obtiendra partiellement pour les institutrices, elle finit même par obtenir un salaire égal à celui de ses collègues masculins à ce poste au bout de huit années de lutte. Il reste que Louise Farrenc n'était pas la première femme à professer le piano au sein de l'école ; avant elle, Hélène de Montgeroult y avait enseigné de 1795 à 1798. Mais depuis le départ d'Hélène de Montgeroult aucune femme n'avait eu un poste de professeure au Conservatoire de Paris. Louise Farrenc se voit donc attribuer une classe de piano pour femmes. Les classes, celle de piano entre autres, étaient séparées selon le sexe des élèves et ne devinrent mixtes qu'en 1915 sous le directorat de Gabriel Fauré. Louise Béguin-Salomon a été une de ses élèves.
En 1845, les Trente études dans tous les tons majeurs et mineurs, op. 26 (publiées en 1839) sont adoptées par le Conservatoire de Paris comme méthode officielle pour les classes de piano ; ces études deviennent ainsi un ouvrage pédagogique de référence. En janvier 1843, Victorine Farrenc entre comme élève dans la classe de piano de sa mère au Conservatoire. Dès la première année elle obtient un premier accessit, puis un premier prix de piano l'année suivante. Parallèlement à son professorat au Conservatoire, Louise Farrenc continue de travailler la composition et de donner des leçons privées de piano. 
Elle contribue activement avec son mari à la publication des 20 livraisons du recueil de musique pour clavecin et piano Le Trésor des pianistes, publication qu'elle poursuit après la mort de son mari en 1865.
Les plus grands musiciens de son temps l'ont soutenue, tel le violoniste Joseph Joachim qui a participé à la création en 1850 de son Nonette pour cordes et vents en mi bémol majeur. Sa Troisième Symphonie, op. 36, est exécutée par l'orchestre de la Société des Concerts du Conservatoire en 1849, et elle se voit décerner deux fois le prix Chartier de l'Institut, destiné à récompenser les meilleures compositions de musique de chambre, en 1861 et 1869. En 1878, le pianiste Antoine-François Marmontel, père du compositeur Antonin Marmontel, consacre un livre aux plus brillants pianistes de son temps, parmi lesquels il place Louise Farrenc.
Louise Farrenc meurt le 15 septembre 1875 en son domicile au no 10 rue Taitbout dans le 9e arrondissement, et est inhumée au cimetière du Montparnasse (10e division),.

## Postérité
L'œuvre de Louise Farrenc reste néanmoins largement méconnue de nos jours. Le guide des Sources pour l'histoire des femmes avance qu'elle était pourtant ovationnée par ses contemporains, puis fut oubliée et négligée comme tant d'autres compositrices et compositeurs.
En 1995, la fondation allemande pour la recherche a financé un projet de recherche sur l'œuvre de Louise Farrenc à l'université d'Oldenburg afin de rendre ses compositions à nouveau accessibles aux salles de concert et à la recherche musicale. Ce projet a duré jusqu'en l'an 2002. Il a permis l'impression des partitions de la musique d'orchestre et de chambre ainsi qu'une sélection de la musique pour piano de Louise Farrenc en collaboration avec la maison d'édition allemande Florian Noetzel Verlag à Wilhelmshaven.
En 2001, Stefan Sanderling enregistre ses symphonies avec l'Orchestre national de Bretagne.

## Œuvre

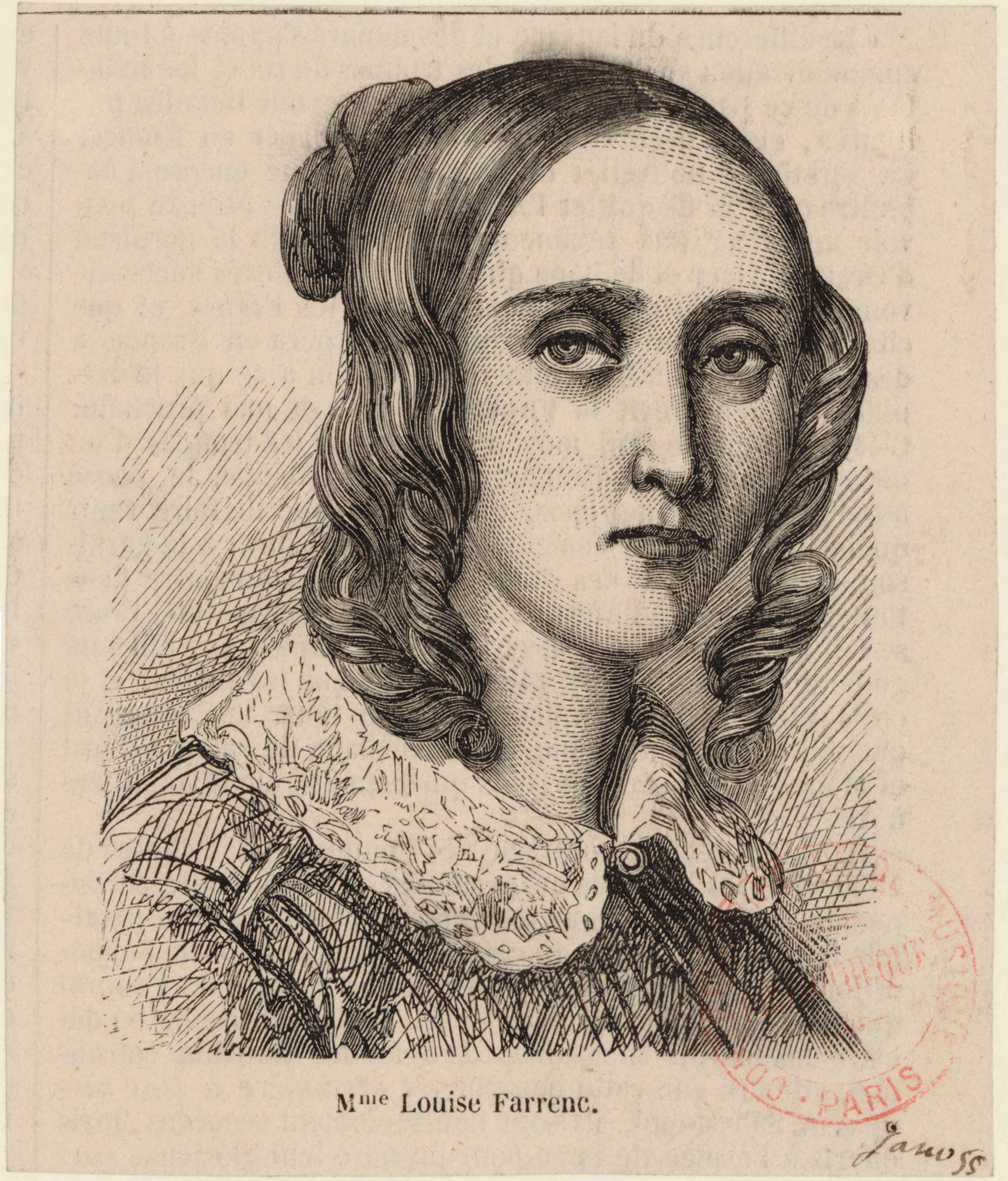
Louise Farrenc (née Jeanne-Louise Dumont), ca. 1855, Bibliothèque nationale de France.

Catherine Legras distingue chez Louise Farrenc trois périodes de composition : entre 1825 et 1839, des œuvres pour piano majoritairement, puis entre 1840 et 1858 de la musique de chambre et symphonique, enfin des œuvres exclusivement pour piano entre 1858 et 1864. 
Il existe 49 œuvres dotées d'un numéro d'opus. À son catalogue, ici classé par genre musical et chronologiquement, figurent :

### Musique symphonique
- Ouverture no 1 en mi mineur, op. 23 (1834)
- Ouverture no 2 en mi bémol majeur, op. 24 (1834)
- Symphonie no 1 en ut mineur, op. 32 (1842)
- Symphonie no 2 en ré majeur, op. 35 (1845)
- Symphonie no 3 en sol mineur, op. 36 (1847)

### Musique concertante
- Grandes variations sur l'air « Le premier pas », op. 4, pour piano et orchestre
- Grandes Variations sur un thème du comte Gallenberg, op. 25, pour piano et orchestre

### Œuvres vocales
Voix et piano ou orchestre
- Andréa, ballade
- Je me taisais, romance
- La Tourterelle, romance
- La Madone
- Le Berger fidèle, romance
- Le Prisonnier de guerre, scène dramatique
- Le Suicide, scène et air (composition identique au Prisonnier de guerre)
- Toi que j'appelle

Musique chorale
- Ô Père qu'adore mon Père (Hymne de Lamartine), chœur a cappella
- Ô Père qu'adore mon Père (Hymne de Lamartine), chœur et piano
- O Salutaris hostia pour soprano, alto et ténor

### Musique de chambre
- Grandes variations sur l'air « Le premier pas », op. 4, pour piano et cordes
- Variations concertantes sur un air suisse, op. 20, pour piano et violon
- Quintette no 1 en la mineur, op. 30, pour piano, violon, alto, violoncelle et contrebasse (1839)
- Quintette no 2 en mi majeur, op. 31, pour piano, violon, alto, violoncelle et contrebasse (1840)
- Trio no 1 en mi bémol majeur, op. 33, pour piano, violon et violoncelle (1841–44)
- Trio no 2 en ré mineur, op. 34, pour piano, violon et violoncelle (1844)
- Sonate pour violon et piano no 1 en do mineur, op. 37 (1848)
- Nonette en mi bémol majeur, op. 38, pour flûte, hautbois, clarinette, cor, basson, violon, alto, violoncelle et contrebasse (1849)
- Sonate pour violon et piano no 2 en la majeur, op. 39 (1850)
- Sextuor en do mineur, op. 40, pour piano et quintette à vent (1852)
- Trio no 3 en mi bémol majeur, op. 44, pour piano, clarinette [ou violon] et violoncelle (1854–56)
- Trio no 4 en mi mineur, op. 45, pour piano, flûte [ou violon] et violoncelle (1854–56)
- Sonate pour violoncelle et piano en si bémol majeur, op. 46 (1857)

### Musique pour piano
- Variations (Aristide Farrenc), op. 2
- Grandes variations sur l'air « Le premier pas », op. 4, version pour piano seul
- Variations brillantes sur un thème de La Cenerentola de Rossini, op. 5
- Variations sur l'air favori « O ma tendre musette ! », op. 6
- Air suisse varié, op. 7
- Trois Rondeaux, op. 8
- Rondeau sur un air du Pirate de Bellini, op. 9
- Variations (George Onslow), op. 10
- Rondeau sur des thèmes d'Euryanthe de Carl Maria von Weber, op. 11
- Variations (Galopade favorite), op. 12
- Rondeau (Rossini), op. 13
- Les Italiennes, op. 14
- Variations brillantes (Donizetti), op. 15
- Les Allemandes, op. 16
- Air russe varié, op. 17
- La Sylphide, op. 18
- Souvenir des Huguenots, op. 19
- Variations concertantes, op. 20
- Les Jours heureux, op. 21
- Fugues, op. 22
- Trente Études dans tous les tons majeurs et mineurs, op. 26 (1838)
- Hymne russe varié, op. 27
- Variations sur un thème allemand, op. 28
- Variations (Bellini), op. 29 (piano à quatre mains, arrangements pour 2 ou 3 pianos)
- Douze Études brillantes, op. 41 (1853)[28]
- Vingt Études de moyenne difficulté, op. 42 (1854)
- Trois mélodies, op. 43
- Scherzo, op. 47
- Valse brillante, op. 48
- 1er Nocturne, op. 49
- Vingt-cinq Études faciles, op. 50
- Deuxième Valse brillante, op. 51
- Diverses œuvres pour le piano sans numéros d'opus.

## Discographie
- Symphonies nos 1 et 3 - NDR Radiophilharmonie, dir. Johannes Goritzki (2-4 mars 1998 et 10-12 décembre 1997, CPO) (OCLC 611337953)
- Symphonies no 1 et 3 - Insula orchestra, dir. Laurence Equilbey (Erato, 2021)
- Symphonie no 2 ; deux ouvertures - NDR Radiophilharmonie, dir. Johannes Goritzki (mai 2001 et mars 2003, CPO) (OCLC 56528998)
- L'intégrale des symphonies - Orchestre de Bretagne, dir. Stefan Sanderling (24-26 et 28 avril 2001, Pierre Verany)
- Symphonies nos 2 et 3 - Solistes européens, Luxembourg, dir. Christoph König (Naxos, 2018)
- Trio pour violon, violoncelle et piano, opus 45 - Trio Streicher (juillet 1994, Music & Arts) (OCLC 1011753449) — avec le trio opus 17 de Clara Schumann
- Trios avec piano, opus 33 et 44 - Linos-Ensemble (9-13 octobre 2006, CPO) (OCLC 723956356)
- Quintettes pour piano, violon, alto, violoncelle et contrebasse opus 30 et 31 - Linos-Ensemble : Konstanze Eickhorst, piano ; Winfried Rademacher, violon ; Barbara Westphal, alto ; Mario Blaumer, violoncelle ; Jörg Linowitzki, contrebasse (février 1991, CPO) (OCLC 31630180)
- Nonette pour cordes et vents ; Mélodie en la bémol majeur ; Variations concertantes pour violon et piano ; Études op. 26 n° 17 et 18* ; Trio pour clarinette, violoncelle et piano op. 44 - Brigitte Engerer et Jean-Frédéric Neuburger*, piano ; Guillaume Sutre, violon ; Romain Guyot, clarinette ; François Salque, violoncelle ; Philippe Bernold (flûte) ; François Leleux (hautbois) ; André Cazalet, cor ; Gilbert Audin, basson ; Miguel da Silva, alto ; Vincent Pasquier, contrebasse (concert, Paris, auditorium du Louvre, 5-26 janvier 2005, Naïve V 5033) (OCLC 70139834)
- Sextuor en do mineur, op. 40 (avec diverses œuvres pour vents de Poulenc, Roussel, Caplet, Mozart, Beethoven, Thuille et Rimski-Korsakov) - Les Vents français (Warner Classics, 2014) - Choc de Classica
- Œuvres pour piano : Variations brillantes op. 15, Air russe varié op. 17, Valse brillante op. 48, Nocturne op. 49 et neuf études de l'opus 26 - Konstanze Eickhorst, piano (28-30 mai 2002, CPO) (OCLC 54432489)
- Variations pour piano : Variation op. 10, Variations brillantes op. 15, Air russe varié op. 17, Grandes Variations op. 25 - Biliana Tzinlikova, piano (27-29 septembre 2017, Paladino Music)
- Études & Variations : Variations op. 14, 17, 19 et 13 Études de l'op. 26 — Joanne Polk, piano (15-17 mai 2019, Steinway & Sons 30133) (OCLC 1152173611)
- L'Œuvre pour piano, vol. 1 : Études, op. 26, 41, 42 et 50 – Maria Stratigou, piano (2017–2020, 2 CD Grand piano GP912-13) (OCLC 1347373456) — Premier enregistrement mondial.